# Fahd Aktaou
Fahd Aktaou (Amsterdam, 13 januari 1993) is een Nederlands-Marokkaans voormalig voetballer die doorgaans speelde als linksback. Tussen 2013 en 2022 was hij actief voor sc Heerenveen, Almere City, Heracles Almelo, FC Dordrecht, Wydad Casablanca, Juve Stabia, Tsjerno More Varna en Wigry Suwałki.

## Carrière
Aktaou speelde in de jeugd van HFC Haarlem en Ajax en kwam daarna in de opleiding van sc Heerenveen terecht. Hij speelde in het seizoen 2012/13 in het belofteteam van de Friezen. Nadat Aktaou de jaargang erop minder in actie kwam dan verwacht, verhuurde Heerenveen hem in januari 2014 verhuurd aan Almere City. Hiervoor debuteerde hij op 2 februari 2014 in het betaald voetbal, in de Eerste divisie. Hij verloor die dag met Almere met 3–1 uit bij FC Volendam. Hijzelf viel in de rust voor Lars Nieuwpoort. Aktaou verruilde Heerenveen in 2014 definitief voor Heracles Almelo, waarvoor hij debuteerde in de Eredivisie. De club verhuurde hem in augustus 2015 voor een jaar aan FC Dordrecht, dat in het seizoen ervoor naar de Eerste divisie degradeerde. Na de winterstop was de vleugelverdediger echter niet meer welkom in de selectie van Dordrecht. Volgens trainer Harry van den Ham ging het om een 'interne beslissing' waarvoor geen reden werd gegeven. Zodoende speelde Aktaou geen wedstrijden meer voor de Zuid-Hollandse club en in de zomer van 2016 werd zijn contract bij Heracles ook niet verlengd. Hierop trok hij naar Wydad Casablanca. Na twee seizoenen en evenveel competitieduels verliet hij die club weer. Hij vervolgde in augustus 2018 zijn loopbaan in Italië bij SS Juve Stabia dat uitkwam in de Serie C. In januari 2019 werd zijn contract ontbonden. Medio augustus 2019 vervolgde hij zijn loopbaan in Bulgarije bij Tsjerno More Varna. In het seizoen 2020/21 zat hij zonder club. Hij vervolgde zijn loopbaan medio 2021 in Polen bij Wigry Suwałki dat uitkomt in de II liga. In december van dat jaar vertrok hij, waarna hij op proef was bij IJsselmeervogels.

## Clubstatistieken
| Seizoen | Club            | Competitie     | Competitie | Competitie | Beker | Beker | Internationaal | Internationaal | Totaal | Totaal |
| Seizoen | Club            | Competitie     | Wed.       | Dlp.       | Wed.  | Dlp.  | Wed.           | Dlp.           | Wed.   | Dlp.   |
| ------- | --------------- | -------------- | ---------- | ---------- | ----- | ----- | -------------- | -------------- | ------ | ------ |
| 2012/13 | sc Heerenveen   | Eredivisie     | 0          | 0          | 0     | 0     | —              | —              | 0      | 0      |
| 2013/14 | → Almere City   | Eerste divisie | 13         | 0          | 0     | 0     | —              | —              | 13     | 0      |
| 2014/15 | Heracles Almelo | Eredivisie     | 21         | 0          | 2     | 0     | —              | —              | 23     | 0      |
| 2015/16 | → FC Dordrecht  | Eerste divisie | 20         | 1          | 2     | 0     | —              | —              | 22     | 1      |
| Totaal  | Totaal          | Totaal         | 54         | 1          | 4     | 0     | 0              | 0              | 57     | 1      |